# Mausoleul Qin Shihuangdis

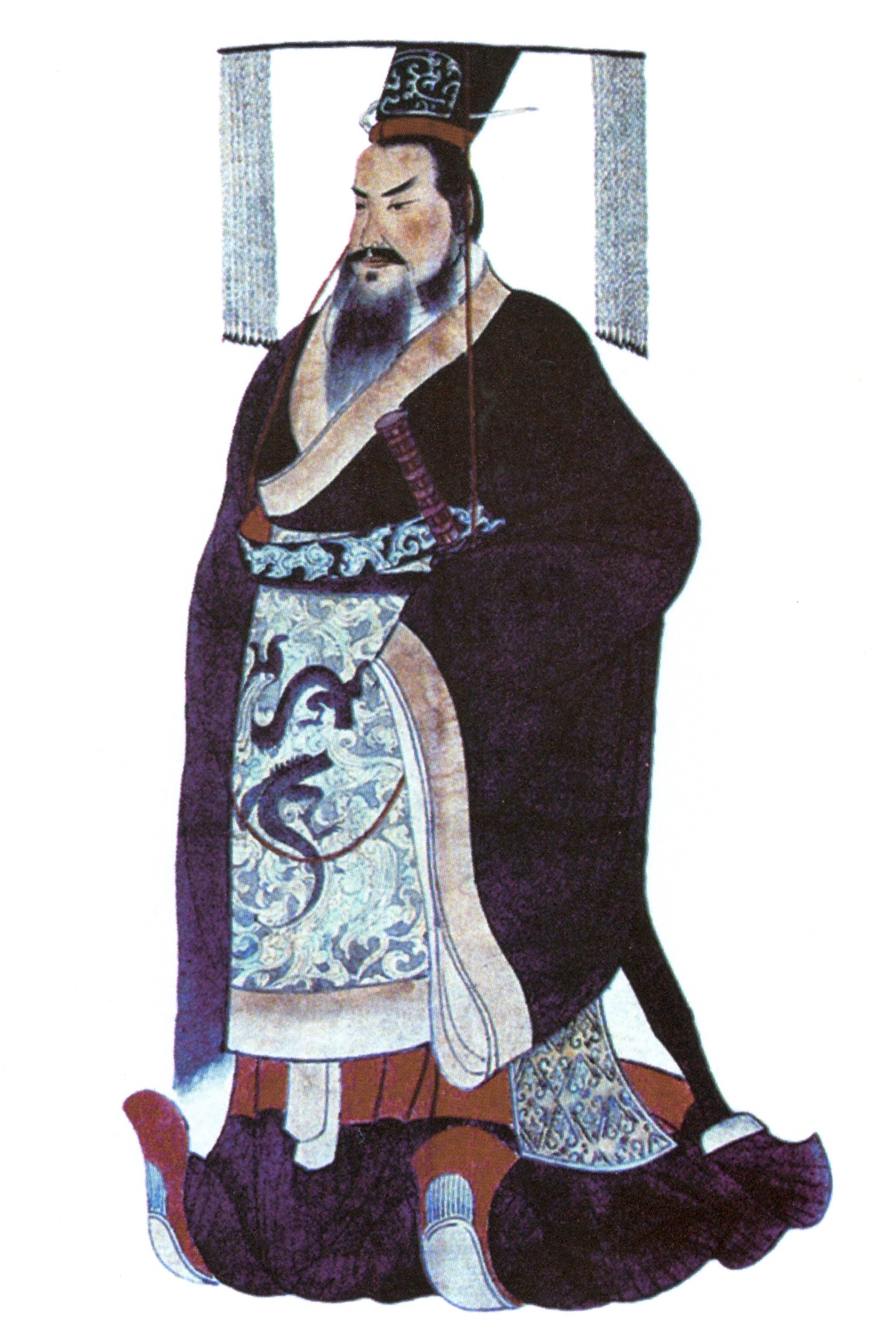
Qin Shi Huangdi

Mausoleul lui Qin Shi Huangdi este un mormânt regal din istoria veche a Chinei care datează din anul 210 î.Hr. din timpul domniei împăratului Qin Shi Huangdi. Este unul dintre cele mai mari morminte din lume, devenind renumit prin soldații din ceramică (teracotă). La construcția mormântului se presupune că ar fi lucrat 700.000 de oameni.
Așezarea soldaților de teracotă
Mausoleul se află la 30 km de Xi'an în China Centrală la șoseaua Linma. La  1300 m de mausoleu curge râul Sha, care are lungimea de 80 de km fiind un afluent al Wèi He. Așezarea urbană cea mai apropiată fiind orășelul Lintong, la 5 km sud-vest.

## Construcția
Construcția are formă de patrulater cu lungimea unei laturi a zidului de 2.000 m și lățimea de 900 de m. Zidul interior are lungimea de 1200 m și lățimea de 550 m. În spațiul dintre ziduri este un grajd de cai, o groapă cu armuri, coifuri din piatră de calcar.

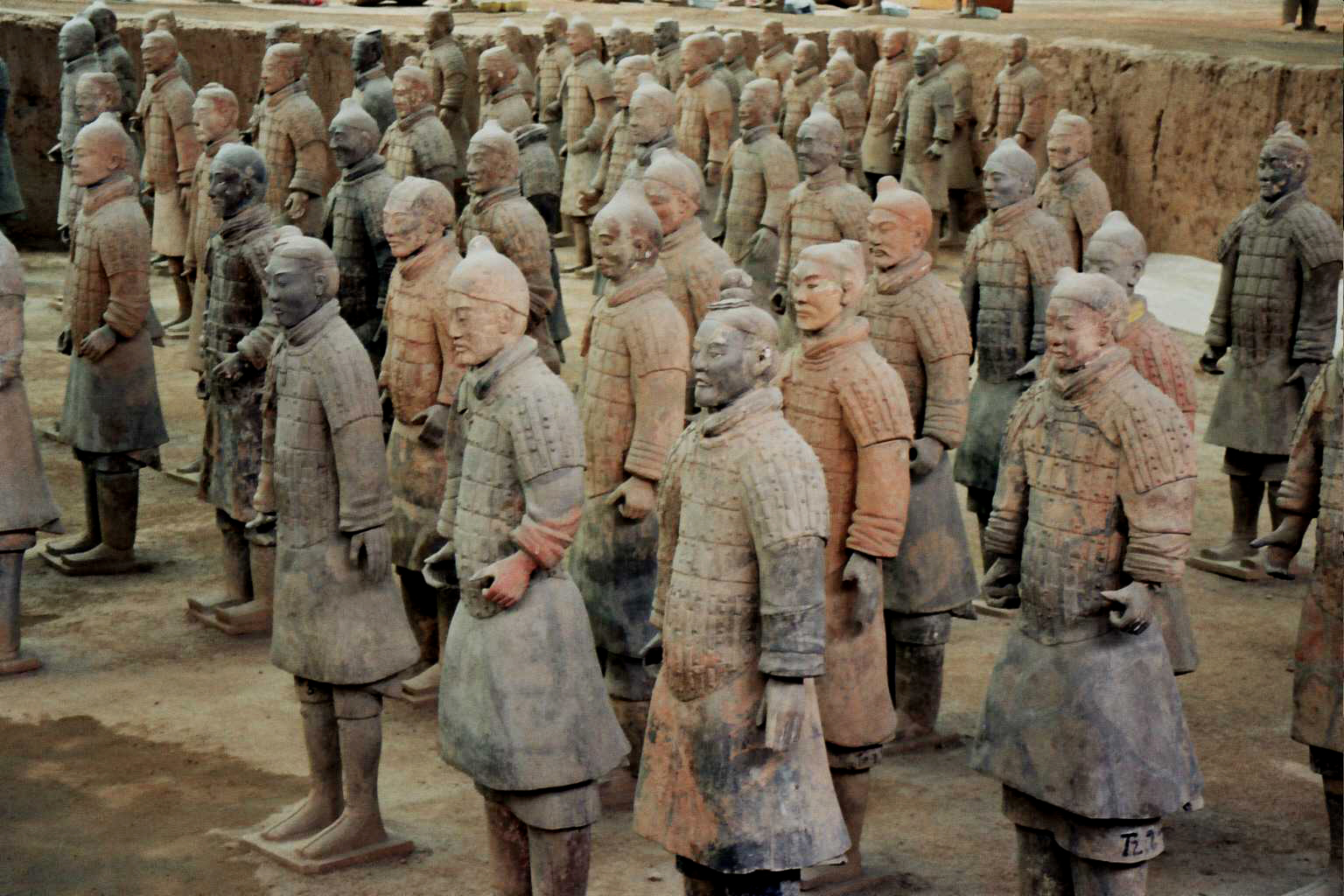
Soldați ai Armatei de teracotă

În cadrul mausoleului sunt case pentru magistați și soldații de gardă. În alte gropi s-au descoperit animale și artiști. Quadratul interior pe o suprafață de 3.025 m², este dominat de mormântul împăratului în forma unei piramide, cu demnitari din bronz. La circa 300 m spre est se află o îngrăditură în care se află două gropi una conține cai din lut iar în cealaltă harnașamente. La 300 m mai departe spre est, este o groapă ce are o suprafață de 14.260 m². Aici se află așa numiții „soldații de teracotă” sunt 600 de soldați din lut în mărime naturală și 40 de care cu cai din lut sau bronz. Groapa următoare cu suprafața de 6.000 m² conține 1.200 figuri din ceramică cu 89 de care, Suprafața totală a mausoleului este de 56 km².
Deoarece soldații confecționați din ceramică arsă au fost timp îndelungat îngropați, prin contact cu aerul la dezgropare, și-au pierdut coloritul. Pe la mijlocul anului 2004 experți din Bavaria reușesc în colaborare cu cei chinezi să realizeze un procedeu de a proteja coloritul figurilor de ceramică.

Mausoleul Qin Shihuangdis
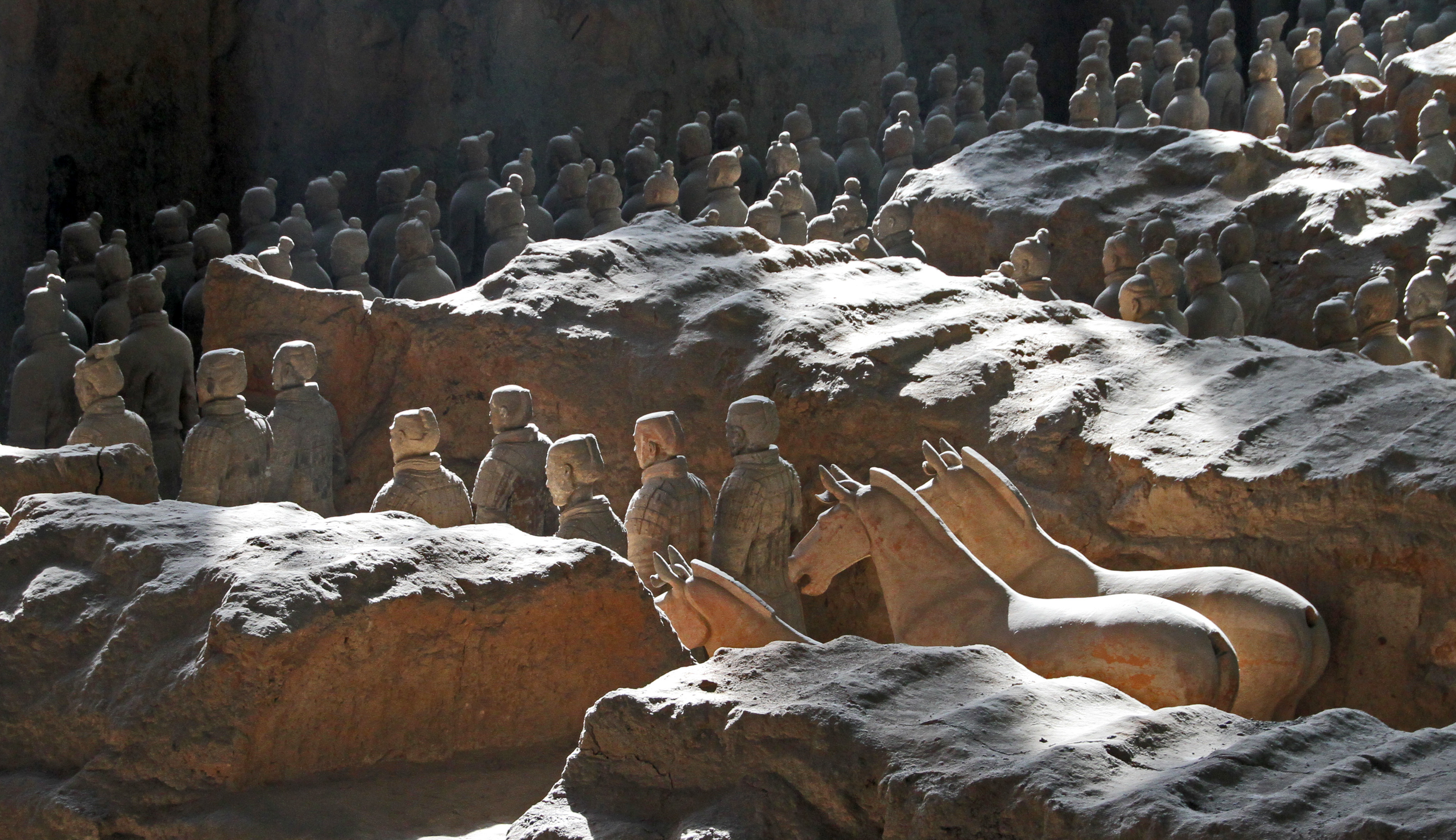
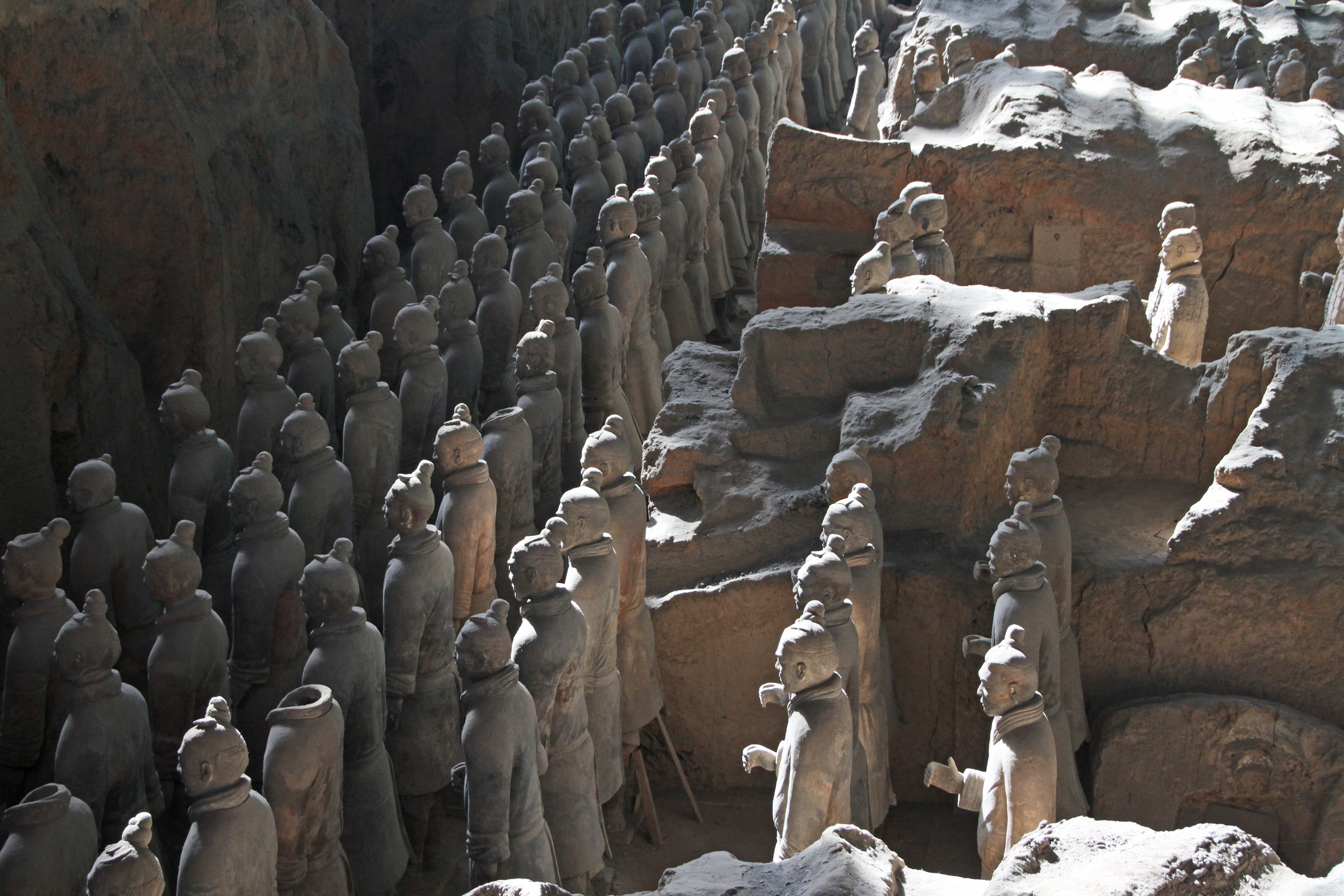
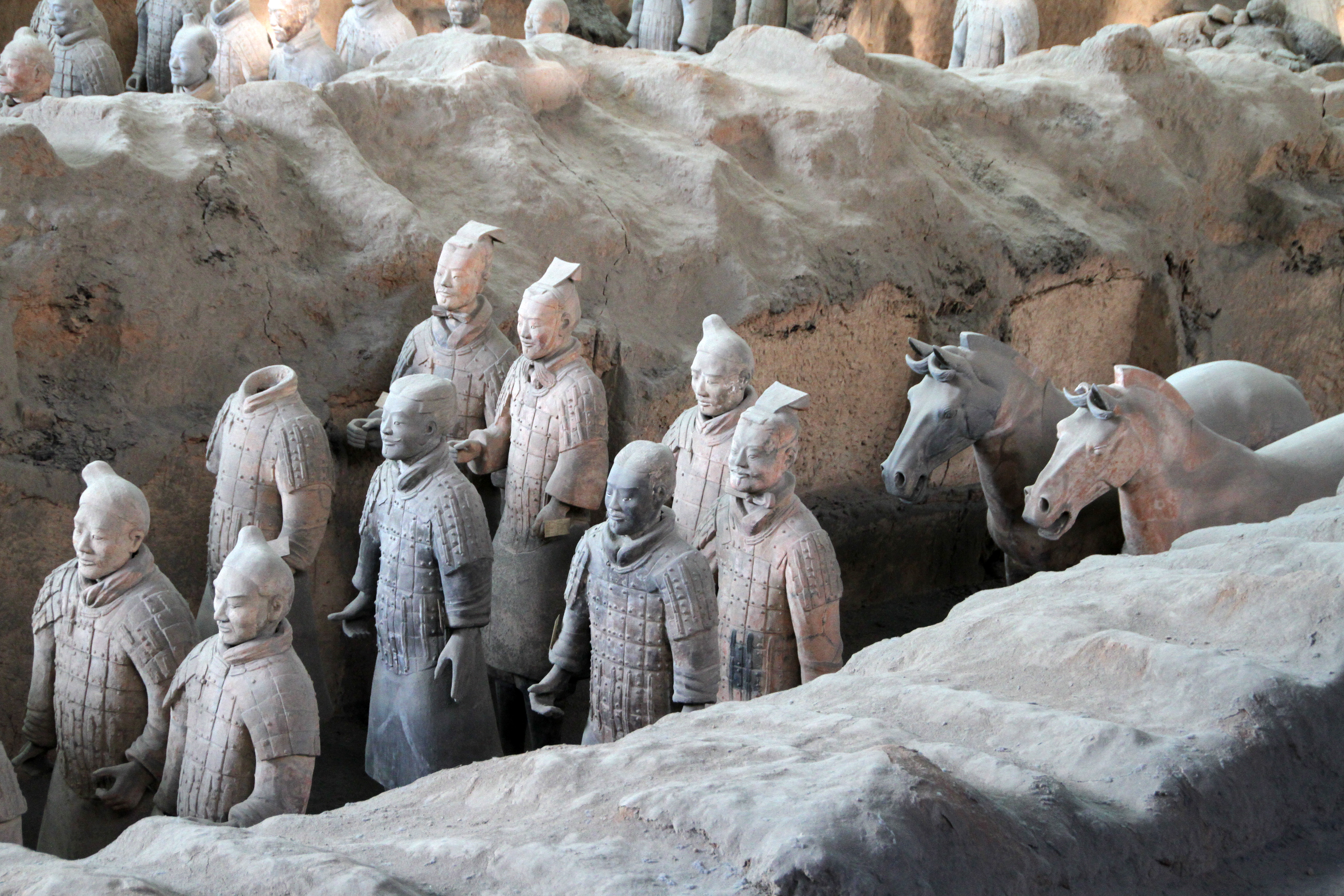
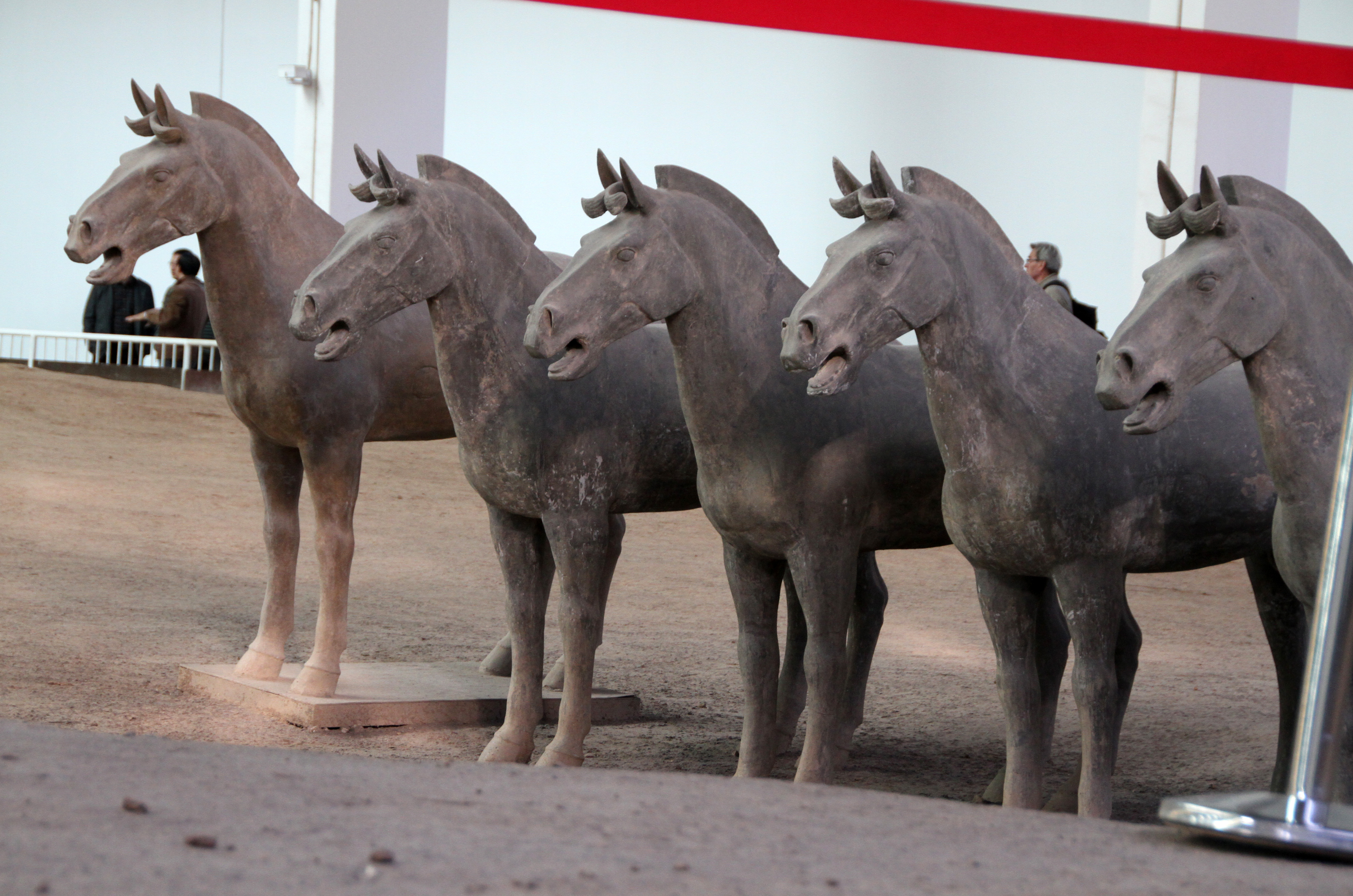
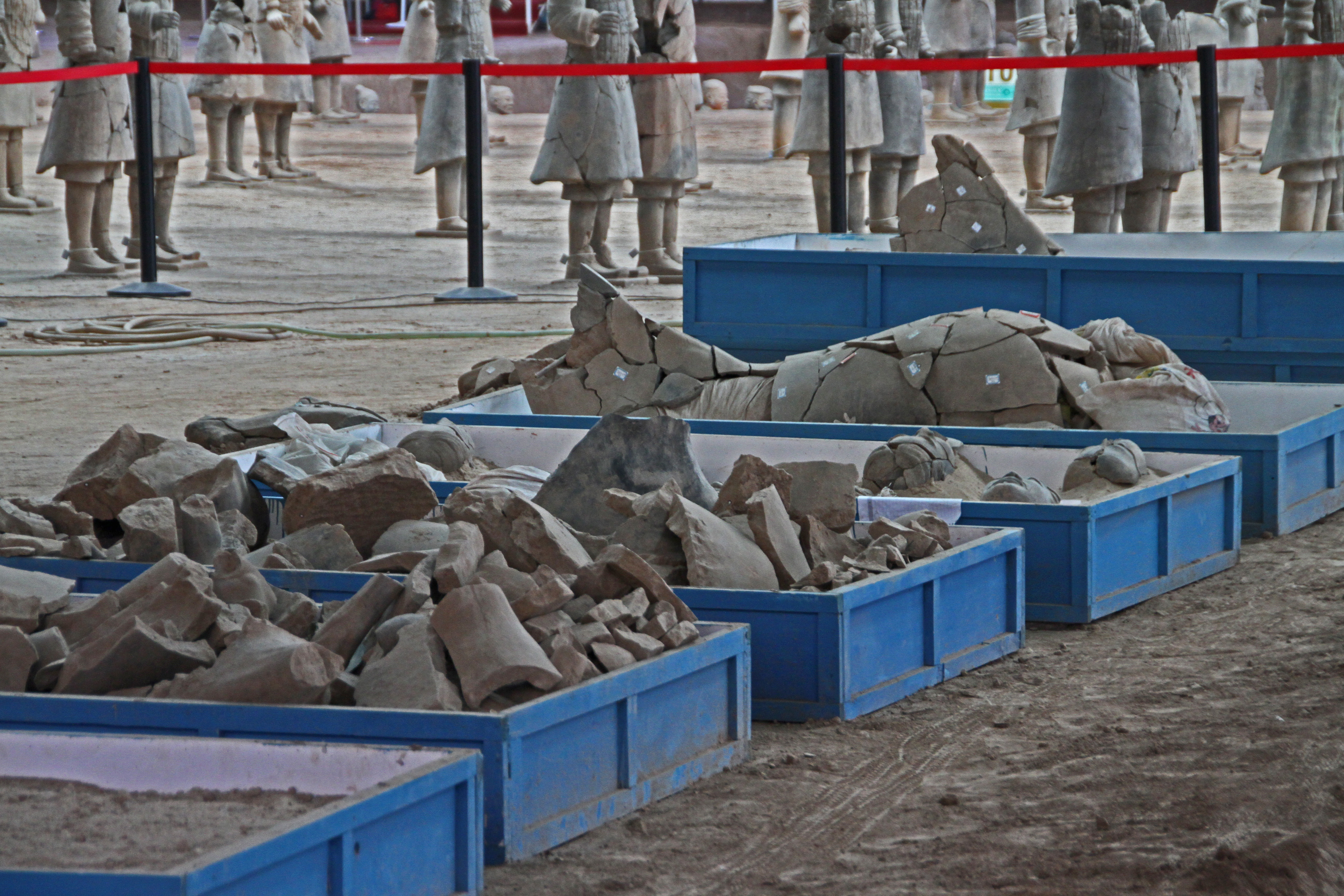
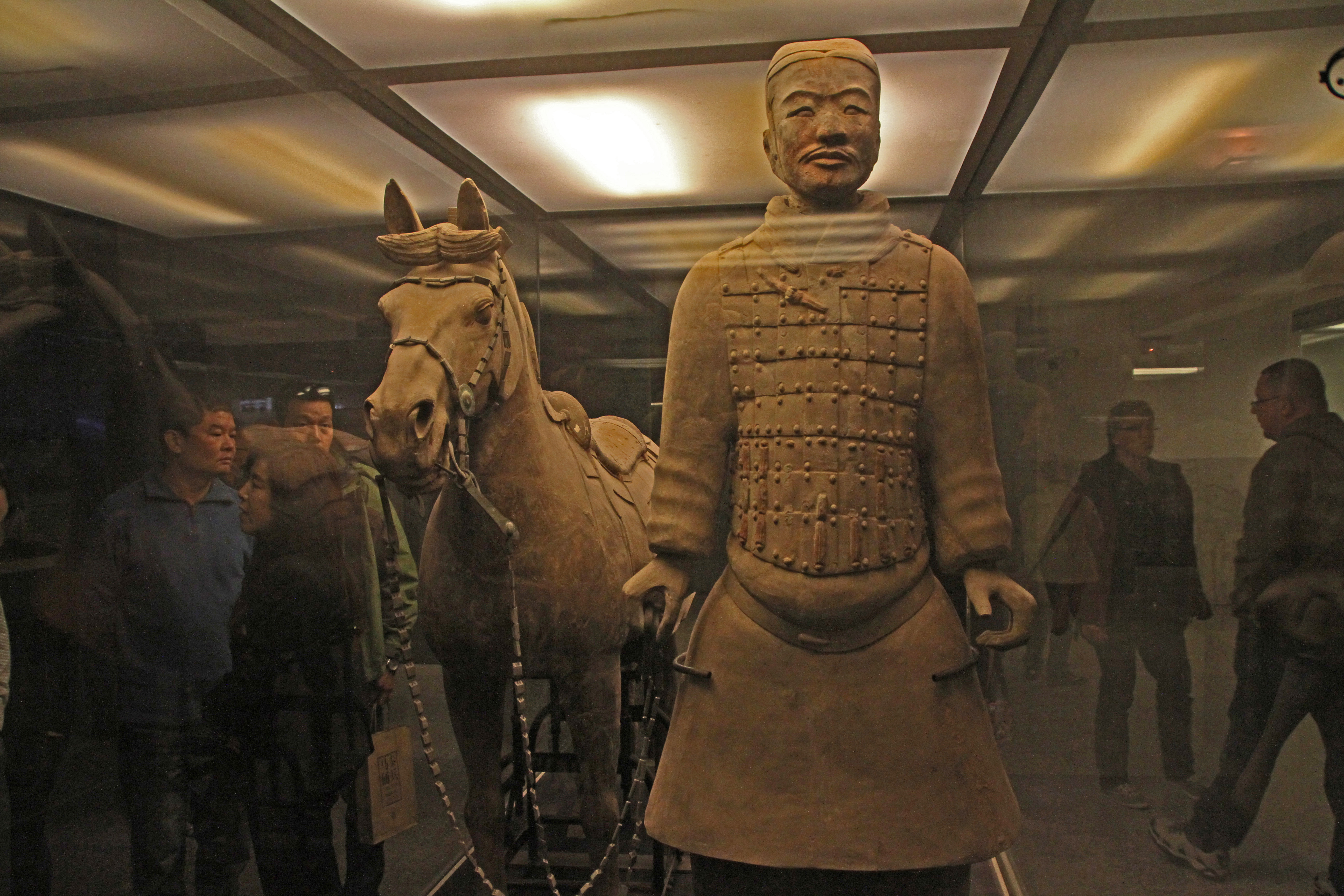
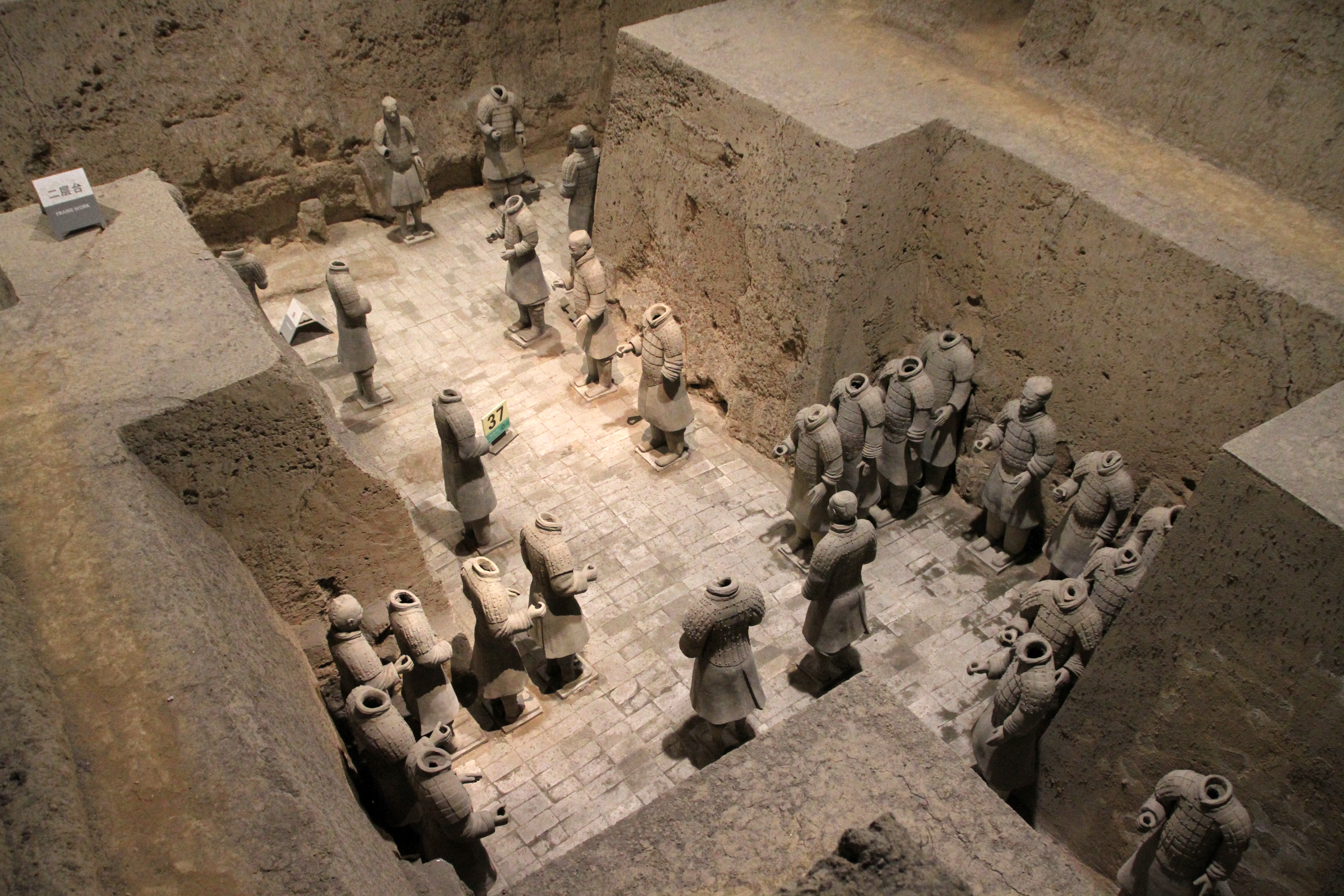
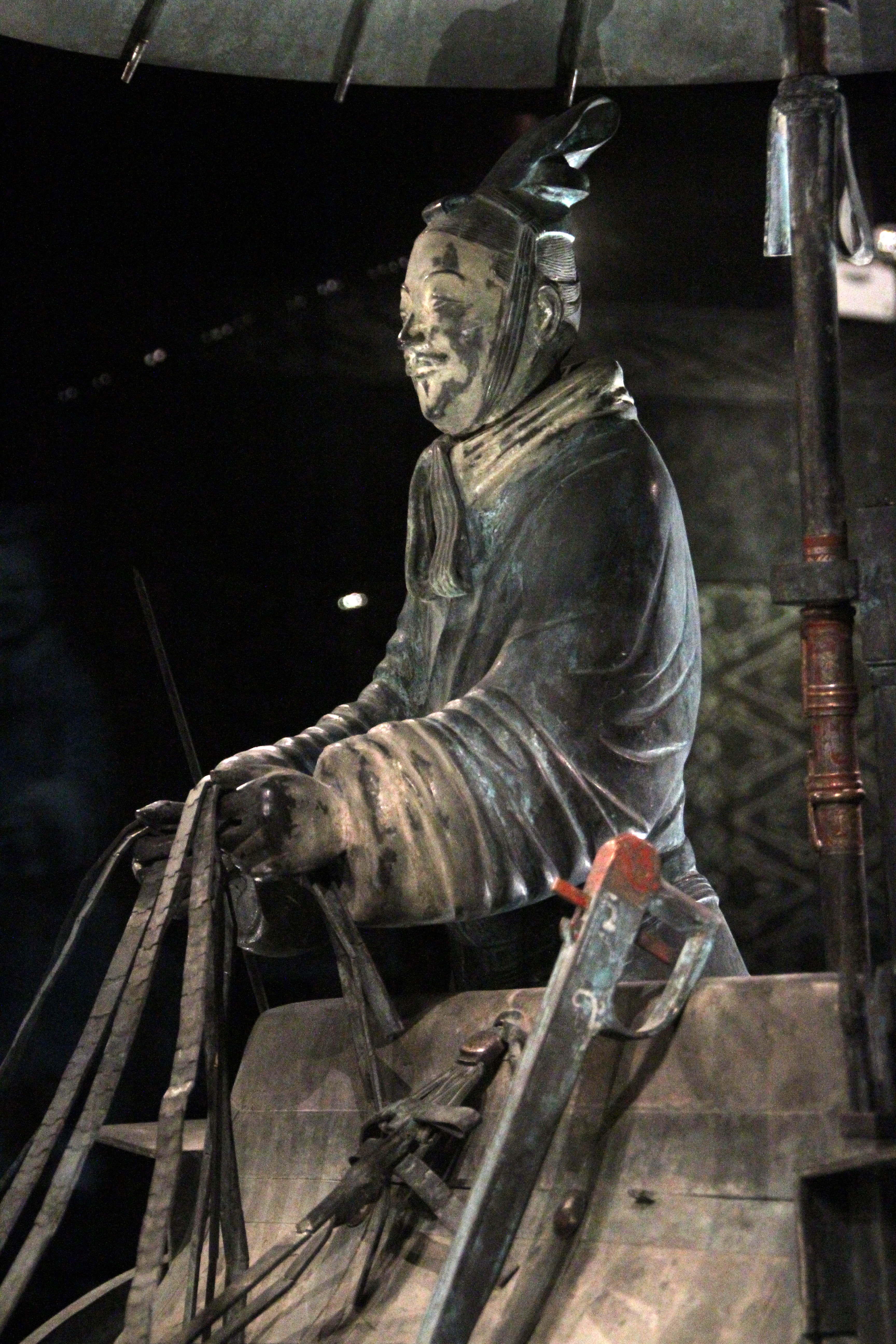